# Городянка (приток Ловати)
Городянка — река в России, протекает по Поддорскому району Новгородской области. Направление течения — на юг. Устье реки находится у деревни Городня в 165 км по левому берегу реки Ловать. Длина реки составляет 15 км.
По берегам реки расположены деревни Селеевского сельского поселения: Безлово, Городня.

## Данные водного реестра
По данным государственного водного реестра России относится к Балтийскому бассейновому округу, водохозяйственный участок реки — Ловать и Пола, речной подбассейн реки — Волхов. Относится к речному бассейну реки Нева (включая бассейны рек Онежского и Ладожского озера).
Код объекта в государственном водном реестре — 01040200312102000023711.